# Liten hussvamp
Liten hussvamp (Leucogyrophana pulverulenta) är en svampart som först beskrevs av James Sowerby, och fick sitt nu gällande namn av Ginns 1978. Enligt Catalogue of Life ingår Liten hussvamp i släktet Leucogyrophana,  och familjen Hygrophoropsidaceae, men enligt Dyntaxa är tillhörigheten istället släktet Leucogyrophana,  och familjen Coniophoraceae. Arten är reproducerande i Sverige. Inga underarter finns listade i Catalogue of Life.